# کربی کوو کمپ
کربی کوو کمپ (به انگلیسی: Kirby Cove Camp) یک منطقهٔ مسکونی در ایالات متحده آمریکا است که در Golden Gate National Recreation Area, Marin Headlands واقع شده‌است.

## نگارخانه

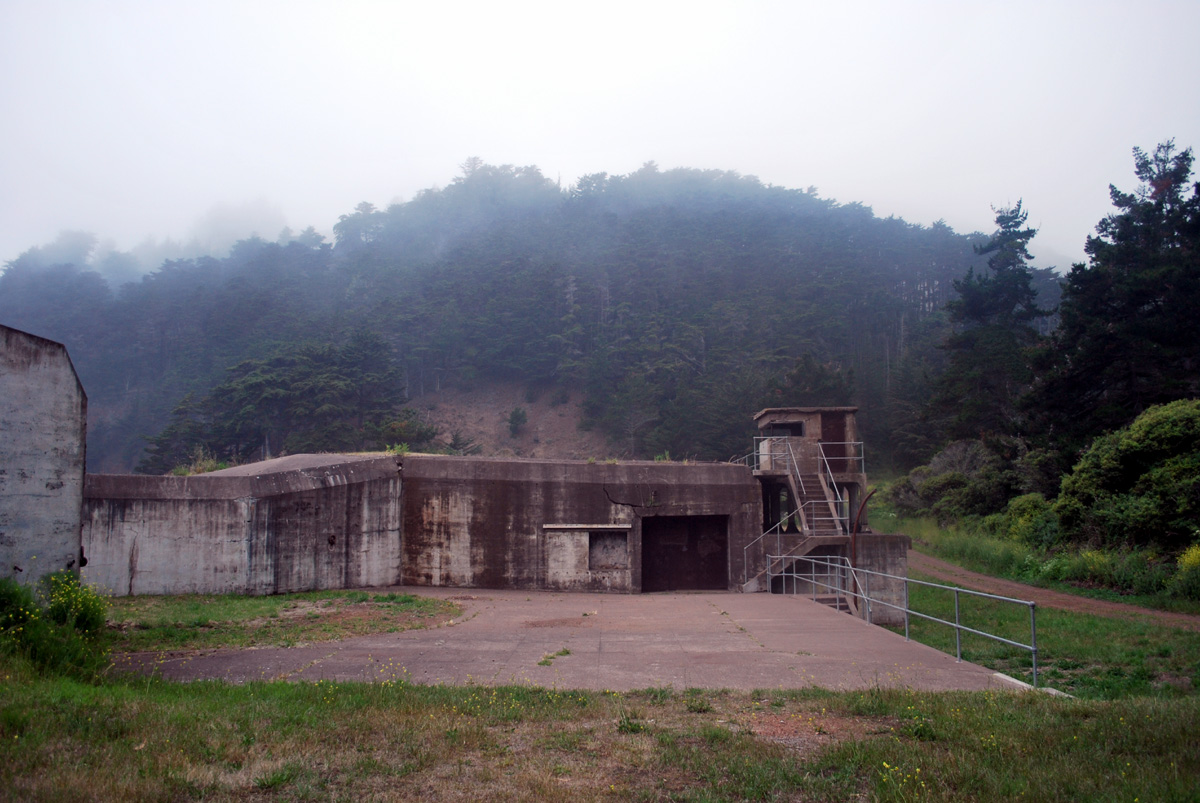
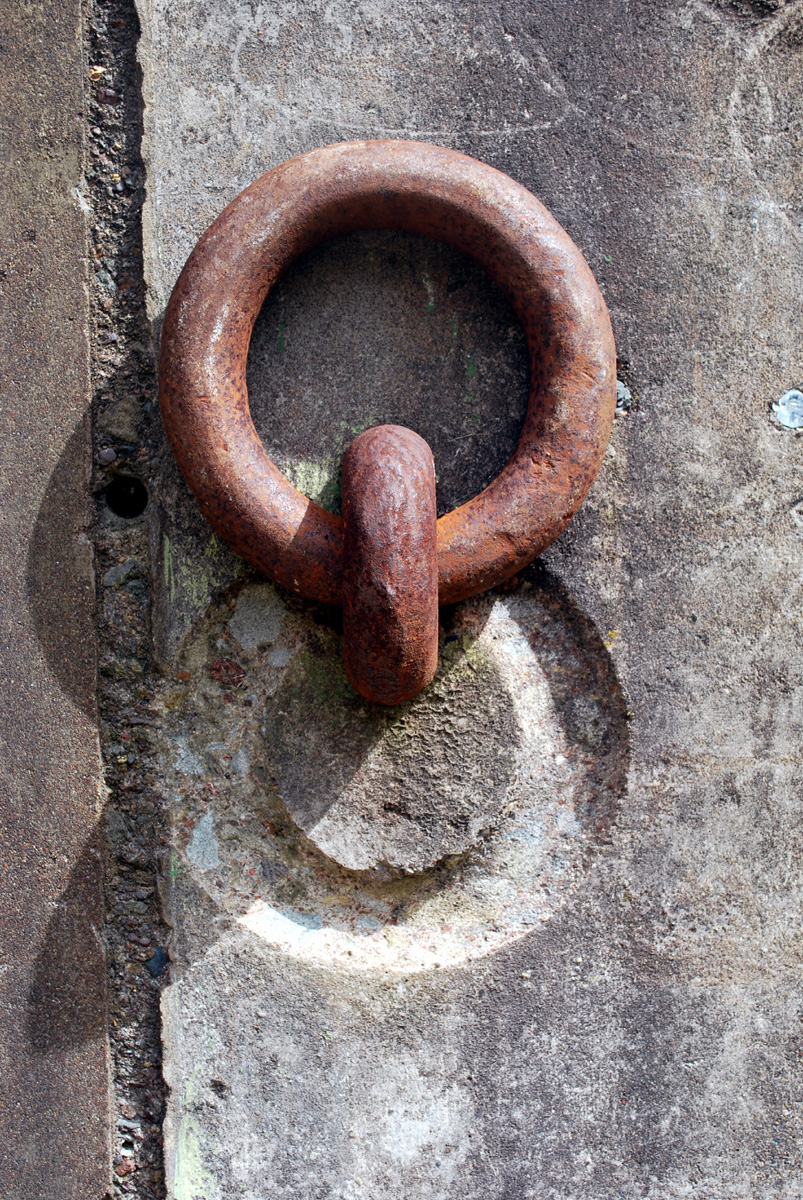
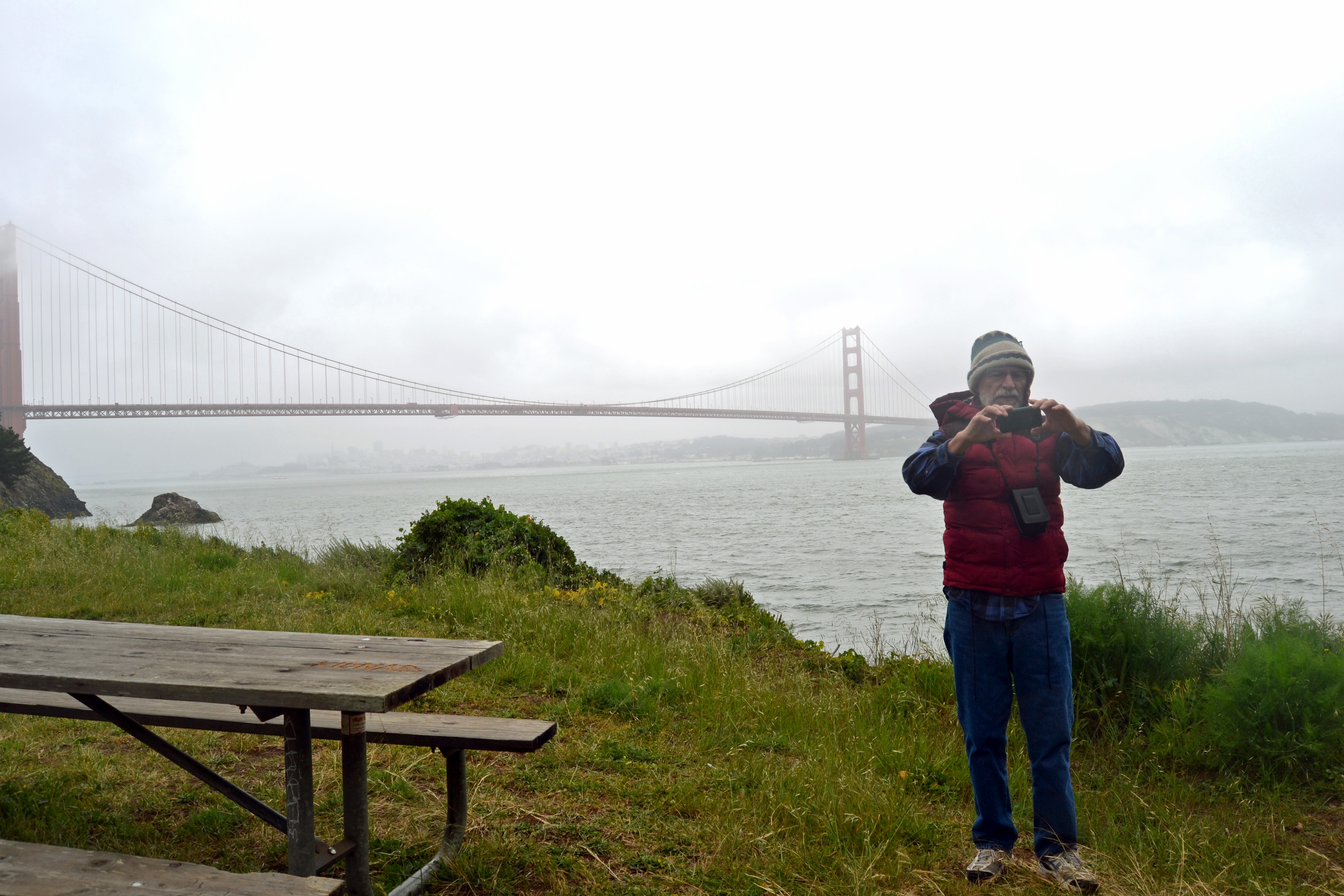
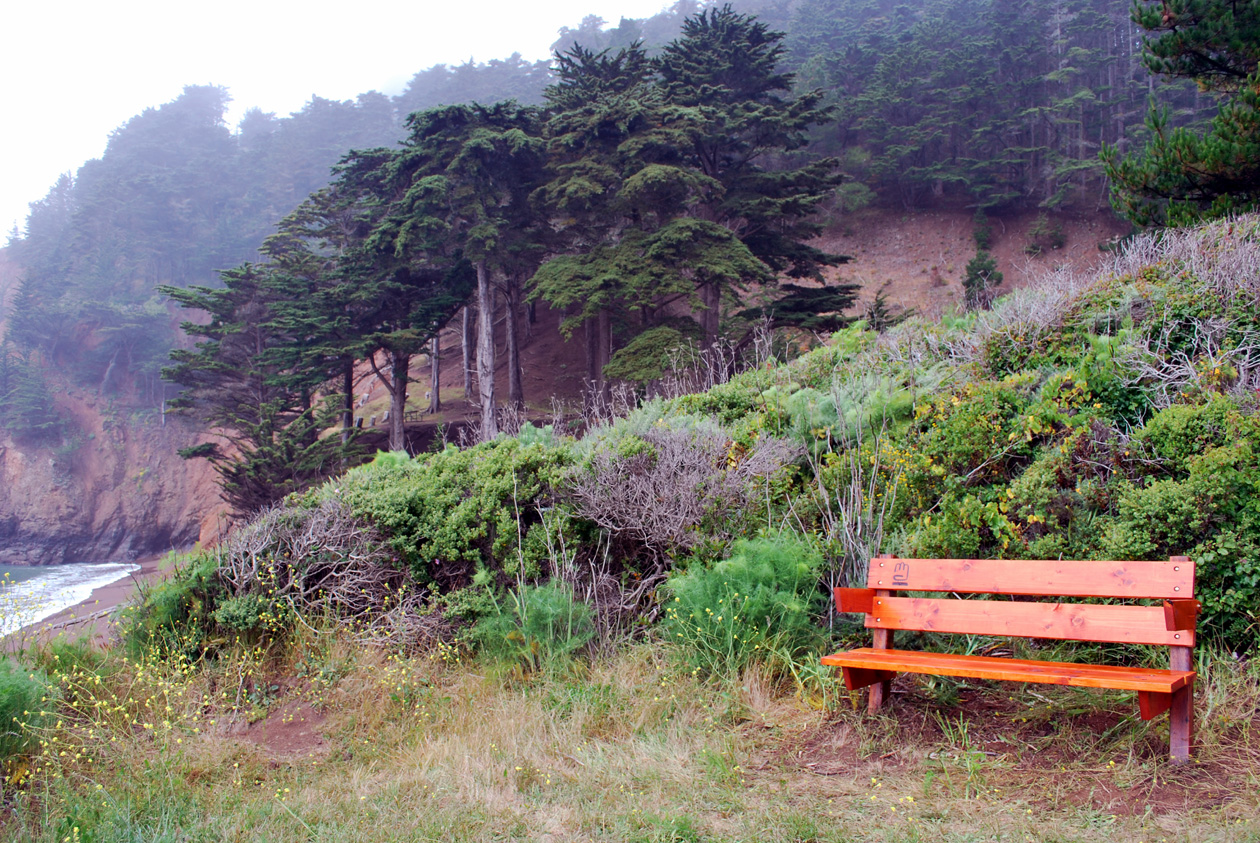
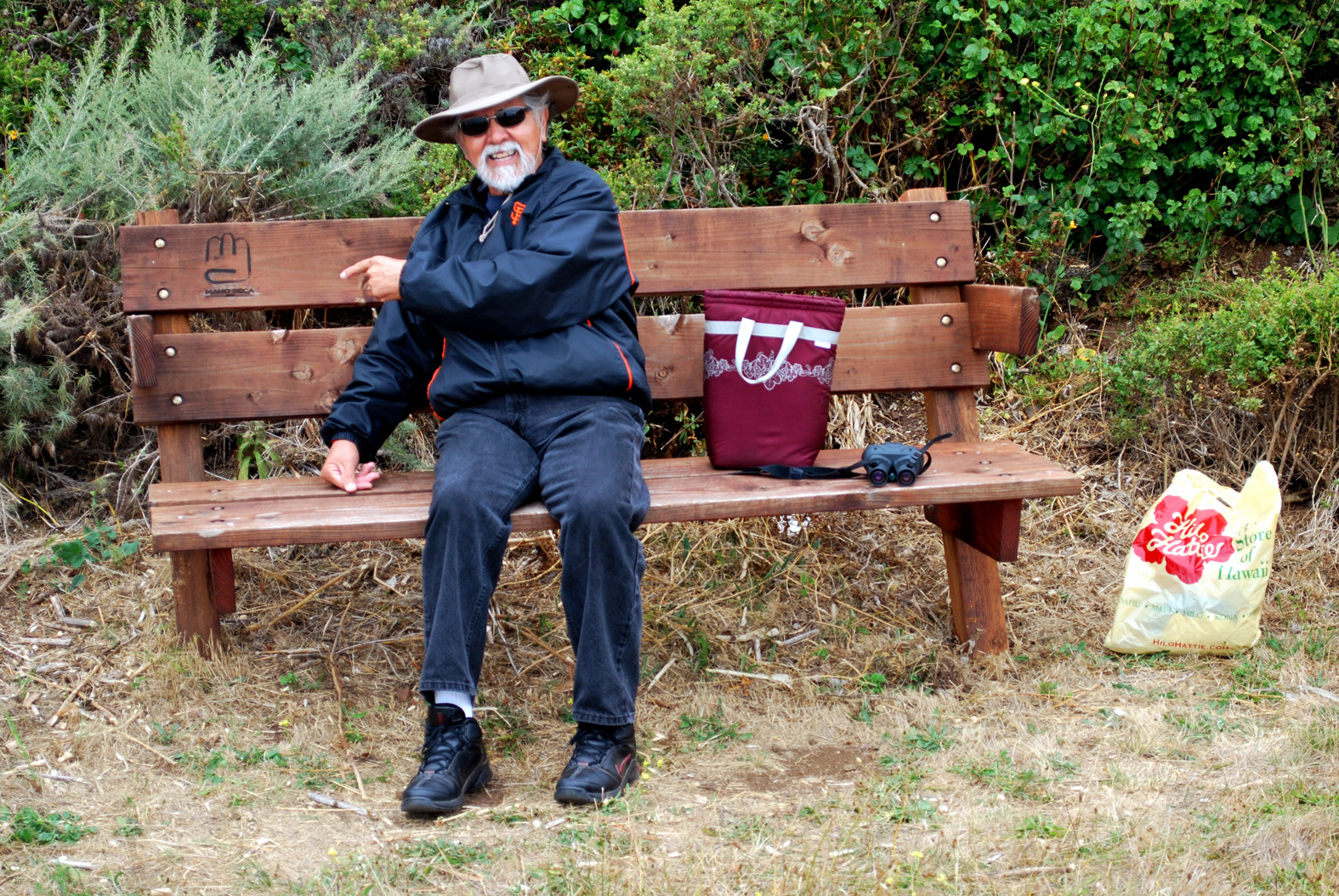
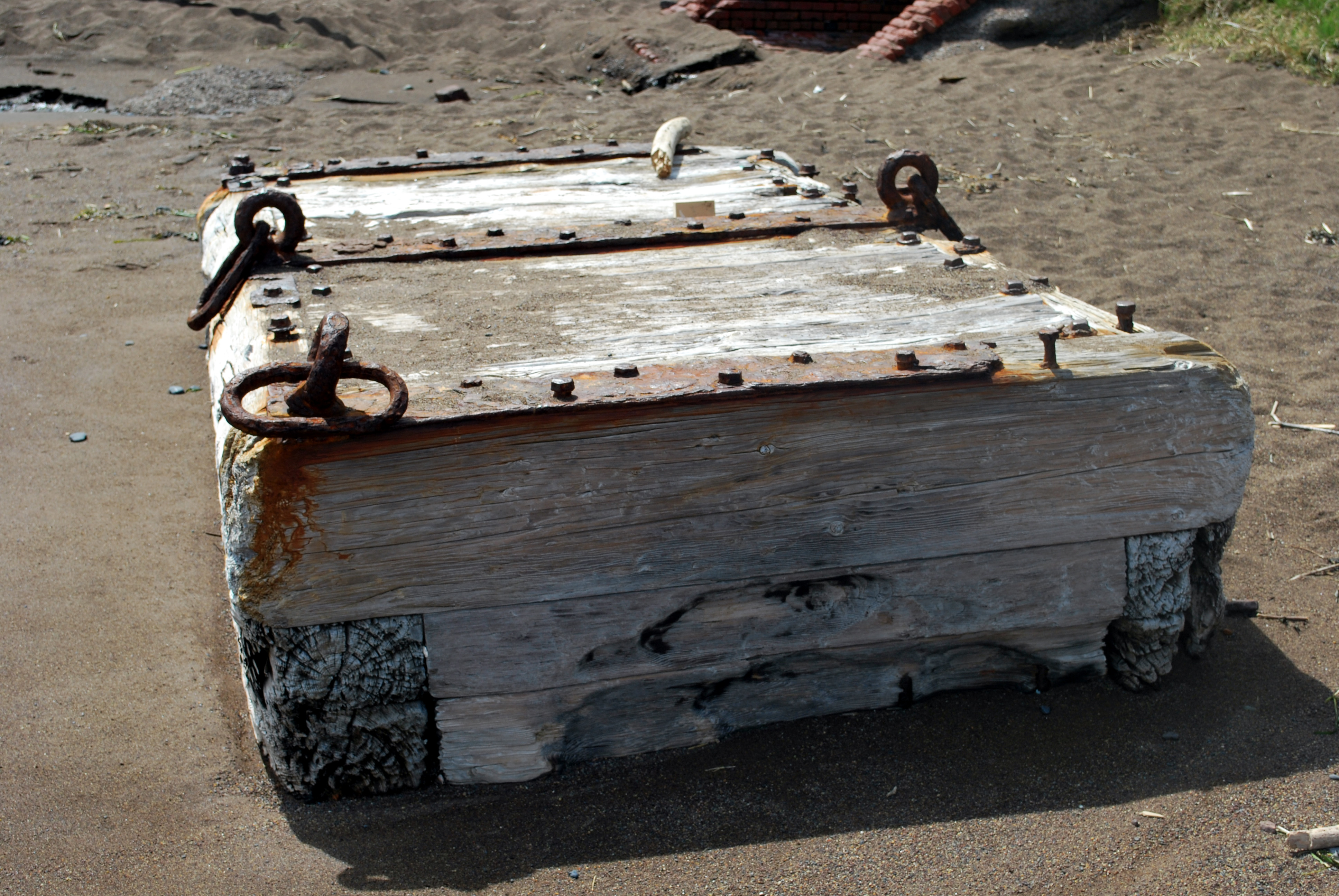
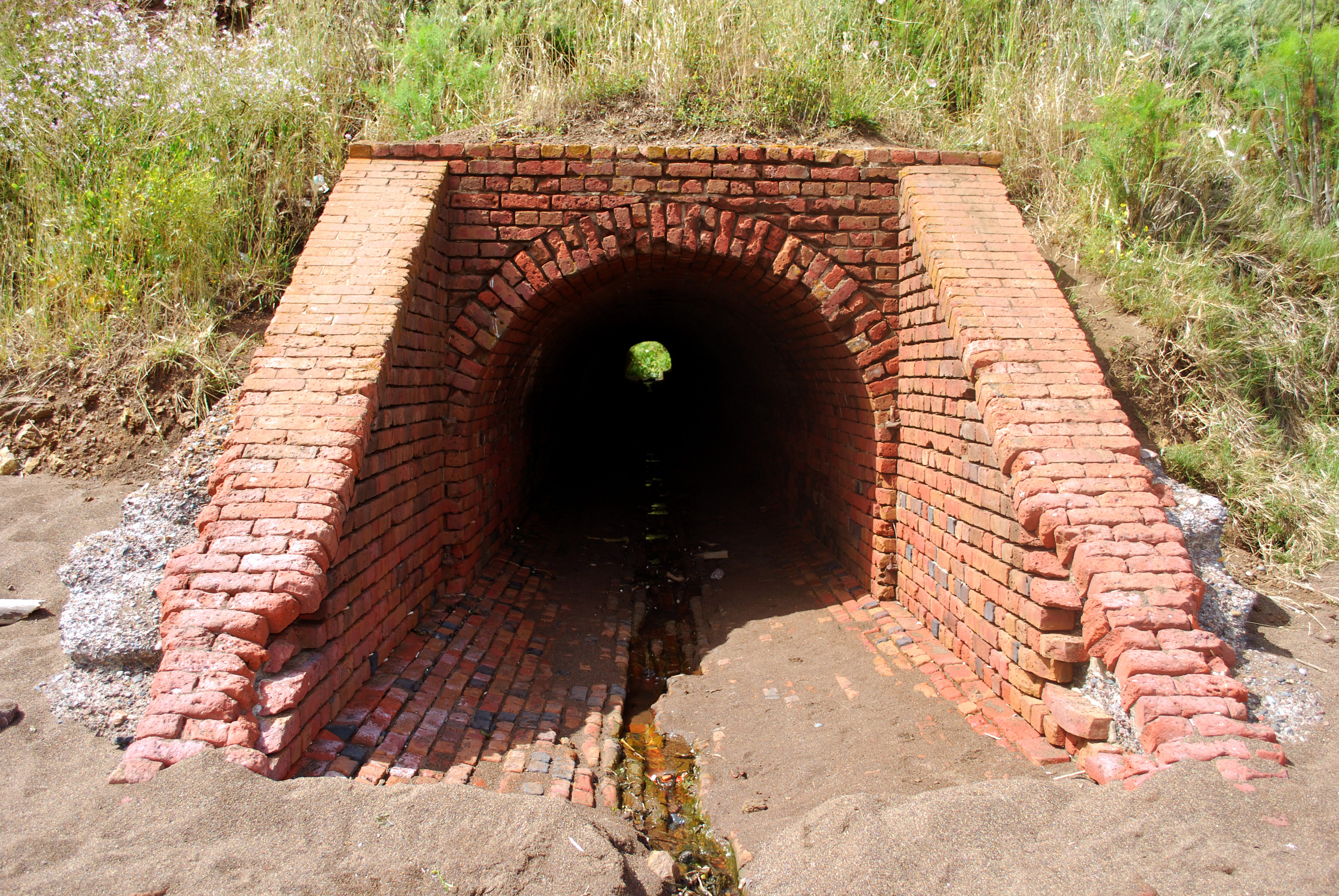
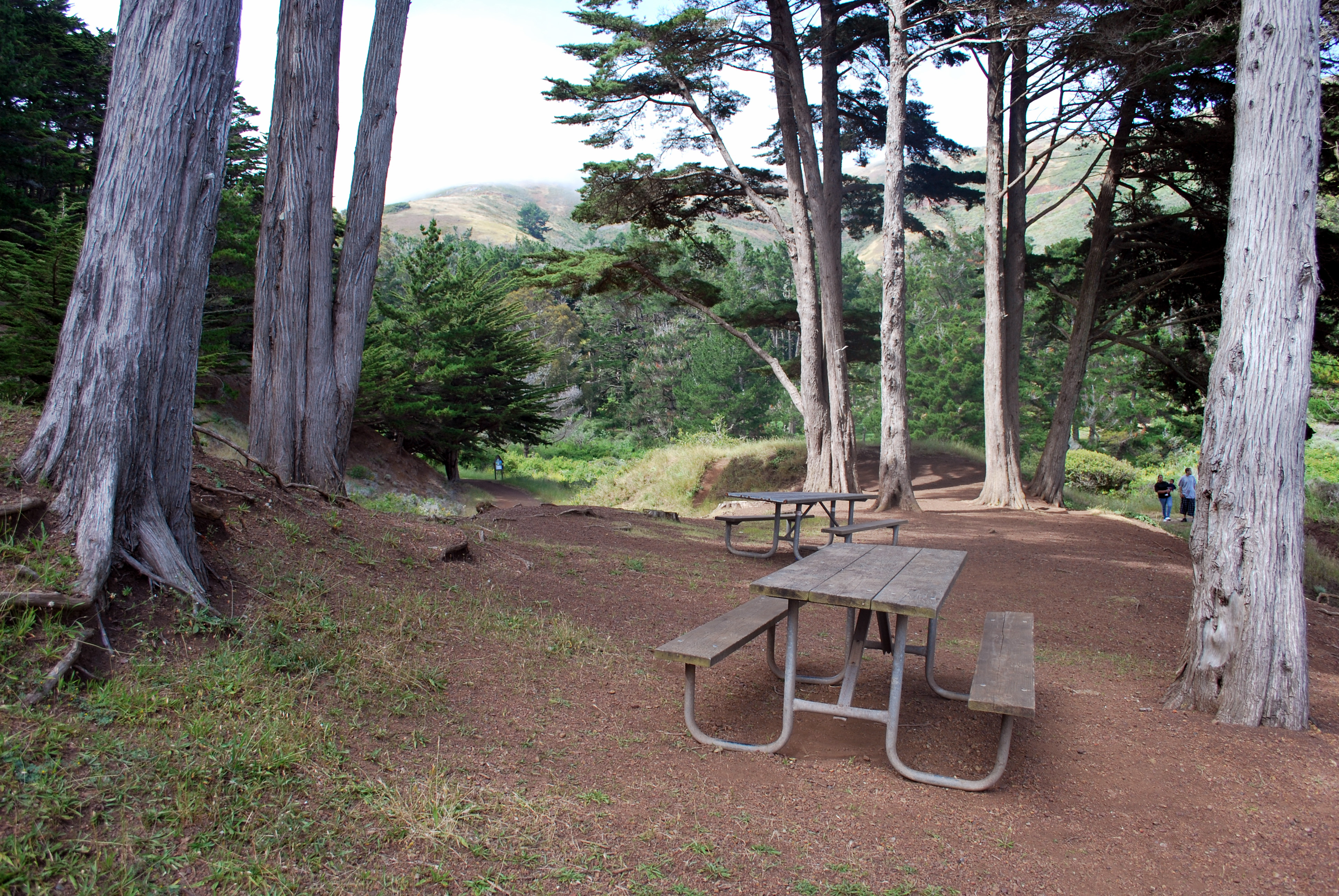
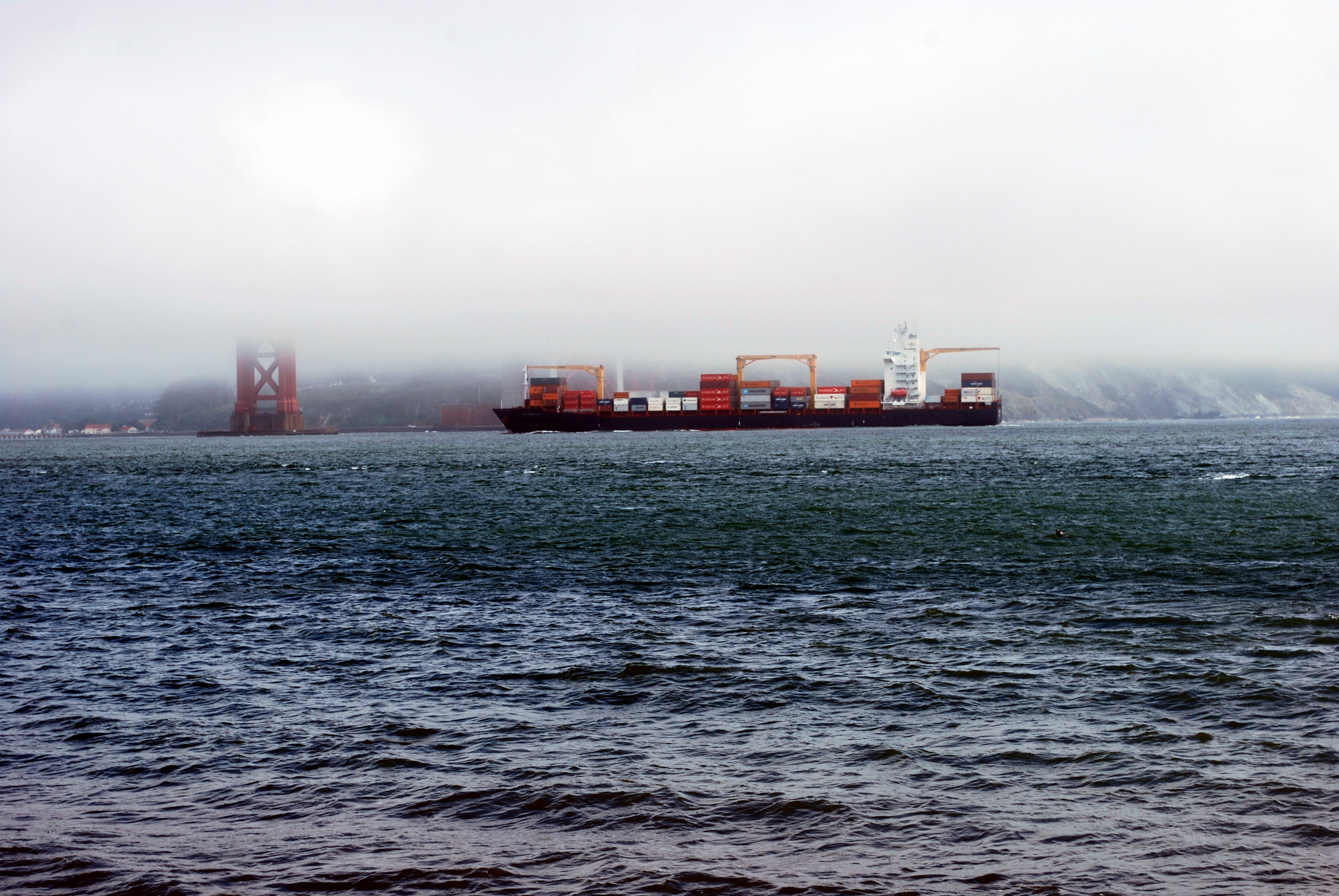
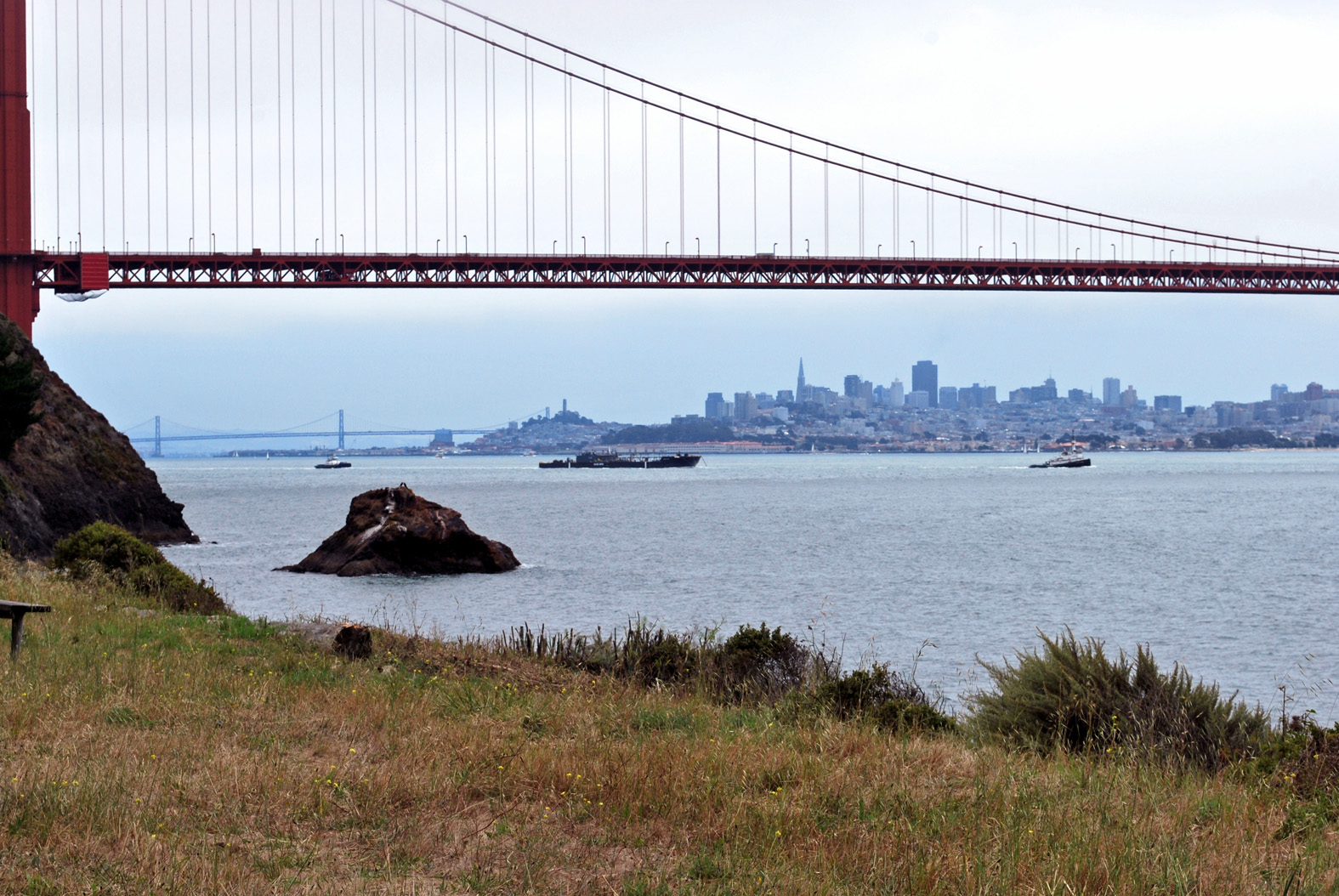